# Памяти Каталонии
«Памяти Каталонии» (англ. Homage to Catalonia) — книга Джорджа Оруэлла, основанная на его опыте и наблюдениях за борьбой республиканской армии во время гражданской войны в Испании в революционной Каталонии под управлением анархистов и социалистов. Война была одним из определяющих событий в его политическом мировоззрении и значительной частью того, что заставило его написать в 1946 году: «Каждая серия серьёзных работ, которые я написал с 1936 года, была написана прямо или косвенно против тоталитаризма и за демократический социализм».
Первое издание было опубликовано в Великобритании в 1938 году. Книга публиковалась в Соединённых Штатах до февраля 1952 года, когда она вышла после авторитетного предисловия Лайонела Триллинга. Единственный перевод, изданный при жизни Оруэлла, был на итальянском языке, в декабре 1948 года. Французский перевод от Ивонн Давет, с которой Оруэлл переписывался, комментируя перевод и предоставляя пояснения и примечания, был опубликован через 5 лет после смерти Оруэлла.

## Краткое содержание глав

### Глава 1
Книга начинается в конце декабря 1936 года. Оруэлл описывает атмосферу Барселоны в том виде, в каком она ему кажется в это время. «Анархисты все ещё фактически контролировали Каталонию, и революция все ещё была в полном разгаре… Это был первый раз, когда я был в городе, где рабочий класс был в седле… В каждом магазине и кафе была надпись о том, что она была коллективизирована». «Анархисты» (имея в виду испанские CNT и FAI) находились «под контролем», чаевые были запрещены самими рабочими, а рабские формы речи, такие как «сеньор» или «дон», были оставлены. Далее он описывает сцену в казармах имени Ленина (ранее казармы в Лепанто), где милиционерам давали то, что комично называли «инструкцией», для подготовки боевых действий на фронте. «В ополченцах по-прежнему оставались женщины, хотя их было немного. В ранних битвах они сражались бок о бок с мужчинами».

### Глава 2
В январе 1937 года центурия Оруэлла прибывает в Алькубьерре, сразу за линией, ведущей к Сарагосе. Он рисует нищету деревень региона и «фашистских дезертиров», неотличимых от них самих. На третий день раздают винтовки. Оруэлл был вооружён «немецким маузером, датированным 1896 годом… он подвергался коррозии и имел такой вид, что даже молиться, чтобы он работал, было бесполезным». Глава заканчивается тем, что его центурия прибыла в окопы под Сарагосой, и в первый раз пуля едва не поразила его.

### Глава 3
Оруэлл на холмах вокруг Сарагосы описывает «смешанную скуку и дискомфорт стационарной войны», обилие ситуации, в которой «каждая армия зарылась и осела на вершинах холмов, которые она выиграла». Он хвалит испанских ополченцев за их относительное социальное равенство, за то, что они удерживают фронт, пока армия обучалась в тылу, и за «демократический, „революционный“ тип дисциплины… более надежный, чем можно было ожидать». «Революционная» дисциплина зависит от политического сознания — от понимания того, почему приказы должны выполняться. Требуется время, чтобы распространить это". На протяжении всей главы Оруэлл описывает различные нехватки и проблемы на фронте — дрова («Мы были на высоте от двух до трех тысяч футов над уровнем моря, это была середина зимы, и холод был невыразим»), еда, свечи, табак и все необходимое. Боеприпасы, а также опасность несчастных случаев, присущих плохо обученной и плохо вооруженной группе солдат.

### Глава 4
Примерно после трех недель на фронте Оруэлл и другой английский ополченец в своем отряде Уильямс, присоединяются к контингенту коллег-англичан, отправленных Независимой рабочей партией на позицию в Монте-Оскуро, в пределах видимости Сарагосы. «Возможно, лучшим из группы был Боб Смилли — внук лидера известных шахтеров, который впоследствии умер такой злой и бессмысленной смертью в Валенсии». В этой новой должности он становится свидетелем иногда пропагандистских криков между повстанцами и лоялистскими окопами и слышит о падении Малаги. «… каждый человек в ополчении полагал, что потеря Малаги произошла из-за предательства. Это был первый разговор, который я услышал о предательстве или разделенных целях. Это вызвало у меня первые смутные сомнения относительно этой войны, в которой до сих пор права и несправедливости казались такими красивыми». В феврале его отправляют вместе с другими ополченцами из ПОУМа, чтобы составить часть армии, осаждающей Уэску. Он упоминает шутливую фразу «Завтра у нас будет кофе в Уэске», приписываемую генералу, командующему правительственными войсками, который несколькими месяцами ранее совершил одно из многочисленных неудачных нападений на город.

### Глава 5
В пятой главе Оруэлл жалуется на то, что на восточной стороне Уэски, где он находился, казалось, ничего не произошло, кроме натиска весны. В конце марта 1937 года он находился в (так называемой) больнице в Монфлорите в течение десяти дней с отравленной рукой, которую нужно было заколоть и надеть слингу. Он описывает крыс, которые «действительно были такими же большими, как кошки, или почти» (в романе Оруэлла «1984» главный герой Уинстон Смит испытывает фобию крыс, которых в некоторой степени разделял и сам Оруэлл). Он ссылается на отсутствие «религиозного чувства в ортодоксальном смысле» и на то, что католическая церковь была «для испанцев, во всяком случае в Каталонии и Арагоне, ракеткой, чистой и простой». Он размышляет, что христианство, возможно, в какой-то степени было заменено анархизмом. В последней части главы кратко описываются различные операции, в которых участвовал Оруэлл: например, бесшумное продвижение фронта лоялистов ночью.

### Глава 6
Одной из этих операций, которая в пятой главе была отложена, была «удерживающая атака» на Уэску, призванная отвлечь националистические войска от атаки анархистов на «дороге Хака». Это описано здесь. Это одно из самых значительных военных действий, в которых участвует Оруэлл за все время его пребывания в Испании. Оруэлл отмечает наступление той ночи, когда его группа из пятнадцати захватила националистическую позицию, но затем отступила к своим линиям с захваченными винтовками и боеприпасами. Однако, несмотря на эти находки, Оруэлл и его группа были вынуждены отступить, прежде чем они смогли обеспечить большой телескоп, который они обнаружили в корпусе пулемета, что-то более необходимое для их стороны, чем любое отдельное оружие. Тем не менее, диверсия была успешной в привлечении войск от атаки анархистов. Глава заканчивается оплакивающим Оруэллом, что даже сейчас он все ещё расстроен из-за потери телескопа.

### Глава 7
Оруэлл делится своими воспоминаниями о 115 днях, проведенных им на фронте войны и влиянием на его политические идеи: «… преобладающей психической атмосферой была атмосфера социализма … обычное классовое разделение общества до некоторой степени исчезло это почти немыслимо в испорченном деньгами воздухе Англии … в результате мое желание увидеть установление социализма стало гораздо более актуальным, чем это было раньше». К тому времени как он покинул Испанию, он стал «убежденным демократическим социалистом». Глава заканчивается прибытием Оруэлла в Барселону во второй половине дня 26 апреля 1937 года. «И после этого начались неприятности».

### Глава 8
Оруэлл подробно отмечает значительные изменения в социальной и политической атмосфере Барселоны, когда он возвращается после трех месяцев на фронте. Он описывает отсутствие революционной атмосферы и классового разделения, которое, как он думал, больше не возникнет, то есть с видимым разделением между богатыми и бедными и возвращением рабского языка. Оруэлл был полон решимости покинуть ПОУМ и признается, что ему «хотелось бы присоединиться к анархистам», но вместо этого он обратился за рекомендацией присоединиться к Международной колонне, чтобы он мог пойти на мадридский фронт. Вторая половина этой главы посвящена описанию конфликта между анархистским CNT и социалистическим Генеральным объединением де Трабахадорес (UGT) и последующей отменой демонстрации Первого Мая и наращиванием уличных боев в майские дни Барселоны. «Это был антагонизм между теми, кто хотел, чтобы революция шла вперед, и теми, кто хотел её предотвратить или предотвратить — в конечном счете, между анархистами и коммунистами».